# 2022年全仏オープン女子シングルス
この項目では2022年全仏オープン女子シングルスについて記述する。
イガ・シフィオンテクが決勝でコリ・ガウフに6–1, 6–3で勝利し、2度目の全仏優勝を果たした。この勝利で2月のカタール・トータル・オープンから35連勝となり、2000年のビーナス・ウィリアムズの記録に並んだ。また、2006年のマリア・シャラポワ以来、最年少で四大大会で複数回の優勝を果たした選手となった。